# Crenobia alpina
Crenobia alpina is een platworm (Platyhelminthes). De worm is tweeslachtig. De soort leeft in of nabij zoet water in Europa en Klein-Azië.
Het geslacht Crenobia, waarin de platworm wordt geplaatst, wordt tot de familie Planariidae gerekend. De wetenschappelijke naam van de soort werd, als Hirudo alpina, voor het eerst geldig gepubliceerd in 1766 door Dana. Linnaeus nam de naam twee jaar later over als Fasciola alpina.

## Synoniemen
- Hirudo alpina Dana, 1766
  - Dugesia alpina (Dana, 1766)
  - Fasciola alpina Linnaeus, 1768
- Planaria arethusa Dalyell, 1814[1]
  - Phagocata arethusa (Dalyell, 1814)
- Planaria abscissa Ijima, 1887
  - Crenobia abscissa (Ijima, 1887)
- Planaria montana Shishkov, 1892